# Lino (illustrateur)
Pour les articles homonymes, voir Lino.
 (juin 2013).
Si vous disposez d'ouvrages ou d'articles de référence ou si vous connaissez des sites web de qualité traitant du thème abordé ici, merci de compléter l'article en donnant les références utiles à sa vérifiabilité et en les liant à la section « Notes et références ».
Lino, de son vrai nom Alain Lebrun, est un artiste interdisciplinaire, peintre, affichiste, illustrateur, scénographe, poète, concepteur multimédia et auteur de romans graphiques, diplômé de l’École de design graphique de l’Université du Québec à Montréal.
Son travail a été particulièrement remarqué sur la scène culturelle grâce à ses illustrations pour les affiches du Théâtre de Quat’Sous, du Théâtre PàP, de l’Opéra de Montréal, ainsi que celles de plusieurs festivals internationaux comme celui d’Avignon en France, qui lui ont valu une solide réputation et de nombreux prix. 
Ses affiches sont présentes dans plusieurs expositions et ouvrages canadiens et ses images ont été publiées tant sur le marché américain, qu’européen et canadien. 

## Biographie
Alain Lebrun est né le 9 avril 1967 à Montréal. Il a d’abord obtenu son diplôme d’études collégiales en Beaux-Arts au Cégep du Vieux-Montréal en 1987. Par la suite, il a entamé un baccalauréat en design graphique à l’Université du Québec à Montréal en 1988. Sa formation sera interrompue en 1991, il finira son baccalauréat en 2003. Il a fait partie du lieu de formation le plus important en ce qui concerne l’affiche. Il a été grandement influencé par l’influence européenne présente au Centre de Design de l’UQAM. Tous les professeurs affichistes qui enseigneront à l’UQAM, seront venu tout droit d’Europe : Alfred Halasa (engagé en 1977), les deux suisses Frédéric Metz (engagé en 1977) et Gérard Bochud (engagé en 1982), Angela Grauerholz venant de l’Allemagne (engagée en 1988), le roumain Nelu Wolfensohn (engagé en 1991) et le polonais Mieczyslaw Gorowski (invité de 1989 à 1992). D’ailleurs, il serait énormément inspiré par un d’eux soit : Alfred Halasa.
Depuis 2003, Lino enseigne l’illustration et le design comme chargé de cours à l’Université du Québec à Montréal et à l’Université Laval. À plusieurs reprises, Lino a donné des conférences et des ateliers de création à l’école internationale d’été de Percé.

## Œuvres et inspiration
Dans son œuvre, LINO analyse autant la réalité du quotidien que les grands événements qui bouleversent le monde afin de créer des images fortes remplies de sens. Même s’il lui arrive de douter profondément du sens de la vie, le travail d’Alain Lebrun est très ancré dans la société et dans l’avenir de celle-ci.
Lebrun est principalement influencé par des artistes tels que Francis Bacon, Antoni Tapiès et Cy Twonbly. Il intègre dans son univers les corps tordus, amputés, déformés de plus que leur relation aux lieux et aux objets. Il s’inspire, d’ailleurs, des traits et des insertions de textes et de signes de Tapiès en plus d’incorporer des taches et des éléments gestuels créer par les coups de pinceaux ou de crayon. La plupart des écrits des artistes précédemment mentionnés le porte à réfléchir également sur sa démarche artistique et créatrice. D’un angle un peu moins évident, il trouve aussi son inspiration dans le travail de peintres et d’illustrateurs connus dont Henri de Toulouse-Lautrec, Edvard Munch, Egon Schiele, Gustav Klimt et Alfred Kubin.
Lino est un être solitaire qui a du mal à déléguer, excepté pour ses collaborations dans le monde du théâtre et de la danse, c’est pourquoi il réalise la plupart de ses affiches lui-même et entièrement à la main. Autre que sa mère et ses deux enfants, son entourage est plutôt mouvementé, mais ses amis et mentors ont tout de même jouer un rôle important dans ses succès consécutifs.

### Processus de création
Selon Lino, 5% de sa création est le fruit du hasard. Il cherche à provoquer l’imprévu et l’expérimentation. C’est à l’aide des éléments comme : la tête, le ventre ou la main que ses œuvres prennent forme. Pour lui, la tête sert à communiquer certains jugements. Le ventre, toujours selon Lino, c'est aussi l'endroit où est le cœur et où l’on représente le ressentiment des émotions. La main représente son idéologie qui n’est pas essentielle de savoir bien dessiner. Il n’a pas grand intérêt pour le dessin visant la reproduction exacte du sujet. Ses personnages, dotés de bras disproportionnés ou n’en ayant aucun, sont le reflet de sa personnalité et de sensibilité. En gros, ce qu’il cherche à dire, c'est que son processus passe en premier par les idées et la conception. Ensuite viennent les émotions et par la suite viennent la créativité et la déconstruction du dessin. Ces éléments sont accompagnés de la technologie qui est pour lui que de nouveaux outils à sa disposition. Tant qu’il est maître de ses outils, il s’en réjouit. Ces nouvelles technologies lui permettent de déplacer les personnages, rajouter ou superposer un ou des éléments et surtout cela lui évite de toujours transporter du papier ou un scanneur. Par contre, à cause de ces nouvelles technologies, le client exige un design «clean». Bien que Lino a son style «trash» qui lui est propre, il trouve toujours un moyen de s'adapter à la demande, mais ce n'est pas toujours ce qu'il désirait faire.

### Wajdi Mouawad
La première expérience de Lino en matière d’affiche fut pour Wajdi Mouawad et son film ‘’Littoral’’. Lino tenta sa chance, mais malheureusement, ce fut Yvan Adam qui réalisa le projet. Son style avec la plupart des éléments dessinés à la main (typographie, illustration), n’était vraiment pas celui de la plupart des affiches de cinéma de l’époque.

### Lumbago / Orangetango
Lumbago fut fondé en 1982 par deux jeunes graphistes, Louise Marois et François Picard. L’entreprise se fera connaitre rapidement grâce aux multiples affiches présentes au centre-ville de Montréal et au moyen d’une multitude d’apparitions dans les concours et les revues spécialisées. Lumbago récoltera énormément de prix au Québec, au Canada et aux États soit plus de cent vingt prix en design graphique. Les deux jeunes designers graphiques ont décidé de se séparer et mettront fin à Lumbago. Mario Mercier, un graphiste à l’emploi de Lumbago, décida de poursuivre ce que Louise Marois et François Picard avaient entrepris. Il fonde Orangetango en 1996 tout en s’associant à Annie Lachapelle. Mario Mercier, n’hésite pas à faire appel à des photographes et des illustrateurs pour intégrer leurs œuvres à ses créations. C’est là que Alain Lebrun entre en jeu, lui et l’agence Orangetango collaboreront ensemble dans plusieurs projets ensemble comme : les affiches du Théâtre de Quat’Sous et les affiches de l’Opéra de Montréal.

### Folio et Garetti
L’agence Folio et Garetti avait le mandat du Festival TransAmériques depuis plusieurs années lorsqu’ils font appel à ces services. Le choix d’appeler Lino fait suite aux propositions rejetées des designers de Folio et Garetti. Mari-Hélène Falcon, qui était à l’époque la directrice, décidera d’acheter une partie de sa proposition soit : les jambes du personnage. Le Festival TransAmériques aura les droits d’affichages pendant trois ans de ces fameuses jambes. L’année suivante, Lino aura toujours le mandat de faire l’affiche pour le festival, mais elle portera encore comme sujet les jambes.

### Nouvelle ère informatique
Avec l’introduction de l’informatique et de la suite Adobe (langage Postscript), le graphisme et l’imprimé subissent une véritable révolution. Il ne s’agit non seulement de traitement typographique, mais de lecture d’images, d’illustrations, de graphique, de trames, etc. Les logiciels de retouche d’images et de mise en page ne seront par la suite de devenir de plus en plus performant. Les années 90 marqueront alors l’ère de nombreuses explorations informatiques que ce soit dans la multiplication des couleurs, la superposition de couches, les jeux typographiques, les déformations et les effets d’optiques. Un nouveau style est influencé par David Carson, un surfeur professionnel et graphiste, avec ses magazines Beach Culture, Surfer et Ray Gun. Dans cette exploration graphique d’un nouvel esthétisme naît le design “sale” caractérisé comme “baroque électrique”. Ce nouvel accès au réseau internet est propice au multiculturalisme. La musique, les arts et le cinéma international marquent une seconde révolution dans le milieu du design québécois. Par contre, à l’époque, une des conséquences de toutes ces explorations et l’arrivée des ordinateurs est que l’on misait surtout sur la productivité (quantité) que sur la qualité. La conception et la réflexion étaient plutôt mises à l’écart. Quant à lui, Lino va à contre-courant de cette ère en utilisant des médiums plus brutes et en misant sur la qualité et l’émotion que dégagent ses œuvres plutôt que les multiples explorations sans fondements. Il s’agit en quelque sorte d’un retour aux sources.

### Illustration éditoriale
En 1999, pour la première fois de sa vie, Lino a eu le sentiment qu’il fallait au plus vite se mettre au boulot. Face aux médias et aux gouvernements œuvrant à la désinformation du peuple, Lino se dit qu’il fallait au plus vite combattre ce système. De ce fait même, son approche prit la forme d’un engagement. Ses illustrations avaient pour but non pas de critiquer les changements importants de l’époque, mais bien de lutter contre la perte des caractères humains.

#### Première Illustration éditoriale
Le sujet de cette illustration portait sur la destruction du mur de Berlin ainsi que la réunification de l’Allemagne. Cela faisait déjà 10 ans que la chute du mur de Berlin se produit. Déjà à l’époque, l’on percevait que la réunification des deux Allemagnes ne se ferait pas si facilement que l’on pensait. Dans l’image, l’on peut voir deux classes sociales se serrant la main soit : la classe ouvrière de l’Est et les Capitalistes de l’Est. L’illustration est accompagnée d’un message en Allemand : « Gestern hab’ich geträum, hier stunde’ne mauer als ich aufwachte, war sie da heute warte ichauf dem traum der mauer wegträum - ein traum ? » qui signifie : « Hier, j’ai rêvé qu’il y avait un mur ici.Lorsque je me suis réveillé, il était là... Aujourd’hui j’attends le rêve qui chassera le mur - un rêve ? ». Selon LINO, cette première illustration était parfaite pour éveiller les yeux des gens face à la situation de l’Allemagne. Par contre, elle n’eut pas eu l’effet escompté.

### Rencontre mots et images
On assiste à l’intégration des mots dans les œuvres d’Alain Labrun à partir de 2000, après le début de ses collaborations avec l’auteur et dramaturge Wajdi Mouawad qui était alors directeur du théâtre de Quat’Sous. Mario Mercier, fondateur de l’agence Orangetango, a mis les deux artistes en contact. Dès leur première rencontre, Mouawad proposa à Lino une performance sur scène qui consistait à présenter aux spectateurs les mots et les images en temps réel. En premier, Lino était effrayé à l’idée de dessiner en direct sur scène. Il était hors de sa zone de confort, mais après la lecture du texte «Les chants de Maldoror» qui l’inspira énormément, il accepta la proposition. Cette lecture-performance fut le coup d’envoi de sa carrière. Par la suite, les collaborations avec l’auteur se succédèrent: expositions de peintures, série d’affiches, identité visuelle, etc.
Par ailleurs, il a aussi renoué avec la littérature et la philosophie où il trouve la majeure partie de son inspiration et il clarifie ses propres interrogations: le rien, l’absurde, le néant, le réel et tout le mouvement dada et l’antiart. Des philosophes tels que Nietzsche, Schopenhauer et Kant ainsi que les penseurs contemporains, Jean-Luc Nancy et Pierre Bertrand, le font voyager dans son processus créatif en abordant les sujets de la nature, du corps, de l’âme et de l’esprit. Sans oublier Pierre Reverdy qui a été l’inspiration de plusieurs de ses tableaux.
En l’an 2000, l’union du texte et de l’image lui est apparue comme une nécessité. Il était dans une période difficile et de solitude et ressentait le besoin urgent de créer. Il s’est alors exprimé sur papier avec des dessins complétés de mots qui dénonçaient les injustices de la vie. Lino ne s’en doutait pas encore, mais cet accord mots et images allait donner lieu à son premier roman graphique. Son œuvre avait l’allure d’une blessure ouverte et cette rencontre éliminait la distance entre l’émotion, le corps et l’image. Lino venait de mettre au point une tout autre manière de s’exprimer qui prenait soudainement la forme d’un livre.
Son premier roman graphique La saveur du vide est apparu à l’hiver 2001. « Une forme hybride où collage, dessin, peinture, poésie et philosophie s’entremêlaient dans un objet se situant entre le livre d’art, le roman et la poésie. »
Il publia, par la suite, deux autres romans graphiques pour former une trilogie portant dans l’ordre respectif sur le thème du corps, de l’âme et de l’esprit dont le doute est le pivot central basé sur la théorie de Kant.

### Le théâtre
Pour Alain Lebrun, le théâtre consiste à l’image optimale, c’est-à-dire les mots, les images et l’espace vivant qui donne lieu à une relation avec le public beaucoup plus vrai et intense. Il aurait aimé découvrir le théâtre plus tôt dans son cheminement. Il adore l’ambiance de la salle qui lui remémore «le noir de nos têtes qui pensent». Lebrun ne fait pas souvent de scénographie, mais cette dimension et l’émotion que donnent l’éclairage, le son et les acteurs à ses peintures et décors le touchent énormément. De plus, tel que mentionné précédemment, pour lui, travailler avec d’autres créateurs est un défi qui lui permet de sortir de sa réalité quotidienne d’artiste solitaire travaillant dans un atelier.

### L'image animée
Lino compare l’image animée à l’évolution de la société: « Si nous souhaitons que nos images bougent, c’est que nous bougeons nous aussi» s’exprime-t-il. Il considère cette mutation du papier au virtuel comme un mouvement fascinant et positif. Comme projet futur, il vise à adapter ses romans graphiques en animation.

### Les enfants et le livre
Lebrun a illustré uniquement deux livres pour enfants jusqu’à présent - non pas par manque d’intérêt, mais plutôt parce que les propositions se font rares. C’est pour lui un privilège de créer pour des petits êtres humains qui adaptent les histoires à leur propre imaginaire. Pour Lino, il est important d’être entièrement honnête et de les sensibiliser dès un tout jeune âge puisqu’ils sont tout à fait capable de s’accorder au monde extérieur.

### Les outils
L’outil indispensable pour Lino est immatériel - il s’agit de la sensibilité. C’est pourquoi il travaille avec du matériel plutôt modeste et brut; des vieux pinceaux, ses mains, du papier ordinaire, du masking tape, etc. Pour lui, les outils neufs sont inintéressants. Il préfère les pinceaux sales, les petits bouts de crayons ainsi que des objets trouvés auxquels il redonne une deuxième vie. Cette méthode lui permet de développer des effets et des textures intéressantes et impulsives. Tout son travail est basé sur ses émotions du moment, les gestes improvisés et la relation qu’il veut entretenir avec le spectateur afin de toucher son âme.

### Affiches et illustrations
Principaux clients (1998-2014) : The Wall Street Journal, The Rolling Stone magazine, The Chicago Tribune, The Boston Globe, The Globe and Mail, La Presse, Voir, Aéroplan, Le Courrier International, L’actualité, Relations, Elle Canada/Québec, Mclean’s, Théâtre de Quat’Sous, Opéra de Montréal, Festival d’Avignon, Théâtre PÀP, Festival Trans-Amériques (FTA), Marché de la Poésie, Wajdi Mouawad, Rencontres internationales du documentaire, Théâtre d’aujourd’hui, Actes-Sud, Boréal, Éco-Société, 400 coups, Playwrights Canada Press, Leméac, Lanctôt. Le Lait, TV5, Place des Arts.

### Animations
- L’Art fait du bien, documentaire pour le Musée des beaux arts de Montréal, Séquence animée, LINO et Aïdia productions (2014)
- Giselle, Les grands Ballets de Vancouver et Jose Navas, Film d’animation, Baillat Cardel et fils (2013)
- L’inspiration selon Lino, Corridor de la Place des Arts à Montréal, Séquence animée, Baillat Cardel et fils (2011)
- M pour Mourir, série Web, 5 épisodes, TV5/Baillat, Cardel et fils (2010)
- Croix-Rouge Haïti, 2 publicités pour la télévision, Identica/Baillat Cardel et fils (2010)
- La Chambre de l’oubli, 5 animations et lecture théâtrale au Marché de la Poésie, Renaud Plante (2009)
- Festival Trans-Amérique, 2 publicités pour la télévision, Renaud Plante (2009)
- Le lait, 2 publicités pour la télévision, Cabine C/Orangetango (2008)
- Espace Musique- Radio-Canada, 4 publicités pour la télévision, Radio-Canada/Fly Studio (2003)

### Romans graphiques
Lino est l’auteur de trois romans graphiques publiés par les Éditions des 400 coups soit :  La chambre de l’oubli , L’ombre du doute et La saveur du vide .

## Expositions et œuvres dans des collections permanentes

### Expo Lino
Rétrospective de la carrière de Lino de 1999 à 2011 faite au Centre de design de l’Université du Québec à Montréal et Bibliothèque des archives nationales du Québec, du 31 août au 30 octobre 2011. L’expo présente plus de 40 affiches, 40 planches graphiques originales, des livres, des animations, des publicités ainsi que des brochures.

### Rêves d’Icare
Exposition d’œuvres faites sur papier Alichensky, Riopelle, Brown et autres supports, à la Galerie Quartier libre du 7 au 31 mai 2009.

### Corps perdus
Exposition de peinture à la Galerie Quartier Libre de mai jusqu’à juin 2007.

### La mémoire des oiseaux
Exposition de peinture à la Galerie Quartier Libre d’avril jusqu’à mai 2006.

### Le chuchotement des choses
Exposition de peinture à la Galerie Quartier Libre d’avril jusqu’à mai 2005.

### Lâcher prise
Exposition de peinture à la DIDACT’ART de juin jusqu’à aout 2003.

### Le Malentendu
Exposition de peinture à la DIDACT’ART de juin jusqu’à aout 2002.

### Mal d’être
Exposition de peinture au Théâtre de Quat’Sous d’avril jusqu’à aout 2001.

## Prix et distinctions
Depuis 1999, Lino a remporté plus de 30 récompenses, notamment:
- 1999 : Prix LUX Canada, illustration non publiée.
- 2000 : Prix Grafika, affiches culturelles du Théâtre de Quat’Sous en collaboration avec Orangetango.
- 2000 : Prix Grafika, programme du Théâtre de Quat’Sous en collaboration avec Orangetango.
- 2000 : Prix LUX Québec, illustration éditoriale pour le Home Maker (Canada).
- 2001 : Prix LUX Québec, l’artiste s’étant le plus illustré cette année.
- 2001 : Prix LUX Québec, illustration éditoriale.
- 2001 : Prix LUX Québec, couverture.
- 2001 : Prix LUX Québec, recherche personnelle.
- 2001 : Type Directors Club de New York, affiches et programmes du Théâtre de Quat’Sous en collaboration avec Orangetango.
- 2001 : Communication Arts, couverture de livre de Ruelle Océan des Éditions du Boréal.
- 2002 : Applied Arts, illustration éditoriale pour Elle Québec.
- 2002 : Applied Arts, promotion personnelle.
- 2002 : Prix LUX Québec, couverture de livre pour la série de Wajdi Mouawad des Éditions Playwright Canada.
- 2003 : Applied Arts, illustration éditoriale pour le Courrier International (France).
- 2003 : Applied Arts, illustration éditoriale pour le magazine The progressive (États-Unis).
- 2003 : Applied Arts,  illustration de livre pour enfants Koletaille des Éditions Les 400 coups.
- 2003 : Communication Arts,  illustration de livre pour enfants Koletaille des Éditions Les 400 coups.
- 2004 : Applied Arts, couverture du magazine et dossier rétrospectif.
- 2004 : Prix communication et société, illustrations de livre pour enfants Koletaille des Éditions Les 400 coups.
- 2005 : Communication Arts, livre pour la saveur du vide.
- 2006 : Prix du Gouverneur général, deuxième place pour les cendres de Maman'.
- 2006 : Applied Arts, affiches publicitaires pour Aéroplan.
- 2007 : Applied Arts, livres pour l’ombre du doute.
- 2008 : Applied Arts, affiches (campagnes promotionnelles) pour Le lait.
- 2009 : Applied Arts, affiches culturelles pour le Théâtre PàP.
- 2009 : Communication Arts, affiches culturelles pour le Théâtre PàP.
- 2010 : Nomination au titre d’Ambassadeur pour l’Université du Québec à Montréal, École de design.
- 2010 : Sélection officielle à la Biennale d’affiches de Vasovie, Affiches culturelles pour le Festival d’Avignon.
- 2011 : Grand prix LUX, Illustration, pour M pour mourir, série Web en collaboration avec TV5/Baillat Cardel et fils.
- 2014 : Bourse du CALQ.